# Тодирени (Сучава)
Тодирени (рум. Todireni) насеље је у Румунији у округу Сучава у општини Ватра Дорнеј. Oпштина се налази на надморској висини од 920 m.

## Становништво
Према подацима из 2002. године у насељу је живело 63 становника, од којих су сви румунске националности.